# Боргар (Лот)
Боргар (фр. Beauregard) насеље је и општина у јужној Француској у региону Миди Пирене, у департману Лот која припада префектури Каор.
По подацима из 2011. године у општини је живело 242 становника, а густина насељености је износила 15,82 становника/km². Општина се простире на површини од 15,30 km². Налази се на средњој надморској висини од 360 метара (максималној 396 m, а минималној 298 m).

## Демографија
| 1962. | 1968. | 1975. | 1982. | 1990. | 1999. | 2011. |
| ----- | ----- | ----- | ----- | ----- | ----- | ----- |
| 209   | 217   | 177   | 167   | 184   | 188   | 242   |

График промене броја становника у току последњих година